# Sataf
Sataf (arab. صطاف) – nieistniejąca już arabska wieś, która była położona w Dystrykcie Jerozolimy w Mandacie Palestyny. Wieś została wyludniona i zniszczona podczas I wojny izraelsko-arabskiej, po ataku Sił Obronnych Izraela w dniu 13 lipca 1948.

## Położenie
Sataf leżała na zboczach wzgórza w północnej części Judei, w odległości około 7 kilometrów na zachód od Jerozolimy. Według danych z 1945 do wsi należały ziemie o powierzchni 3 775 ha. We wsi mieszkało wówczas 540 osób.
| własność gruntów | powierzchnia gruntów (hektary) |
| ---------------- | ------------------------------ |
| Arabowie         | 3 769                          |
| Żydzi            | 0                              |
| publiczne        | 6                              |
| Razem            | 3 775                          |

| Rodzaj użytkowanych gruntów | Arabowie (hektary) | Żydzi (hektary) |
| --------------------------- | ------------------ | --------------- |
| uprawy oliwek               | 403                | 0               |
| uprawy nawadniane           | 928                | 0               |
| uprawy zbóż                 | 465                | 0               |
| nieużytki                   | 2 360              | 0               |
| zabudowane                  | 10                 | 0               |

## Historia
W okresie panowania Brytyjczyków Sataf była małą wsią. Na południe od wsi był franciszkański klasztor.
Podczas wojny domowej w Mandacie Palestyny arabskie milicje działające ze wsi Sary atakowały żydowskie konwoje do Jerozolimy, paraliżując komunikację w tym rejonie. Gdy podczas I wojny izraelsko-arabskiej w pobliżu wybudowano Drogę Birmańską, sąsiedztwo wioski stwarzało poważne zagrożenie dla bezpieczeństwa żydowskich transportów. Z tego powodu podczas operacji Danny w nocy z 12 na 13 lipca 1948 wieś zajęli izraelscy żołnierze. Mieszkańcy zostali zmuszeni do opuszczenia swoich domów. Następnie wyburzono prawie wszystkie domy. Krótko po wojnie w obszarze wioski osiedliła się na kilka miesięcy grupa żydowskich imigrantów z Afryki Północnej. W 1980 Żydowski Fundusz Narodowy rozpoczął odbudowę starożytnych tarasów rolniczych, przekształcając okolicę w popularne miejsce turystyczne. Wokół dawnej wioski zasadzono las.

## Miejsce obecnie
Teren wioski Sataf pozostaje opuszczony.
Palestyński historyk Walid Chalidi, tak opisał pozostałości wioski Sataf: „Zachowały się liczne częściowo zniszczone mury, z których niektóre posiadają łukowate drzwi. Na niektóre ściany zawaliły się dachy domów. Wśród kamiennych gruzów leży zniszczony wojskowy jeep. Cała okolica została przekształcona w miejsce turystyczne. W zachodniej części wsi osiedliła się żydowska rodzina, która ogrodziła część obszaru wsi”.